# Berlini Gépgyár

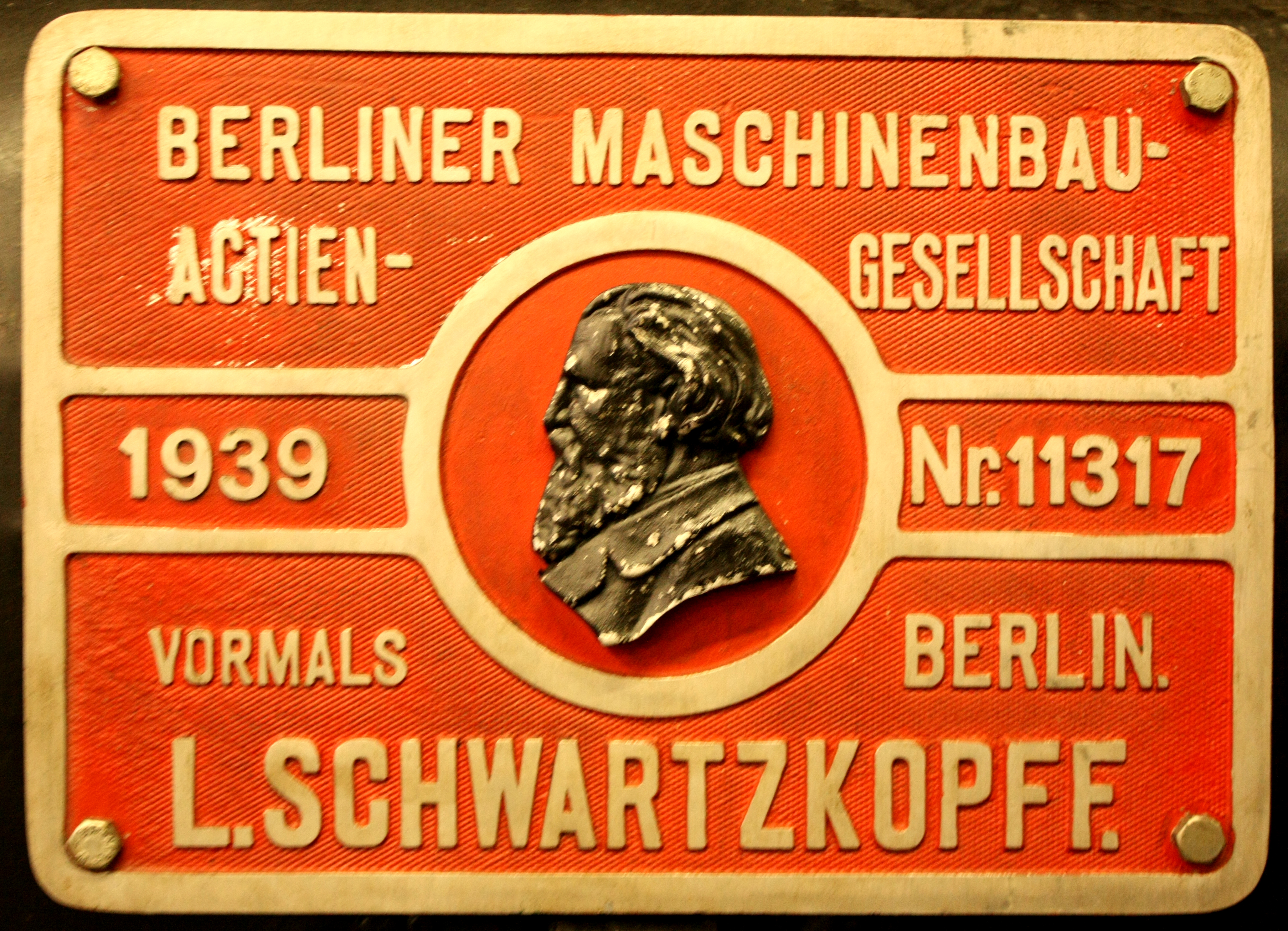
Firmenschild an einer Dampflokomotive

A Berlini Gépgyár (teljes nevén: Berlini Gépgyártó Részvénytársaság, németül: Berliner Maschinenbau AG, röviden BMAG, korábban: L. Schwartzkopff, Berlin) német gépgyártó vállalat volt, mely elsősorban a gőzmozdonygyártásról vált ismertté. Már jóval az első világháború kitörése előtt saját fejlesztésű torpedóval rendelkezett, s mindkét világháborúban jelentős szállító volt belőle.

## Története

### Az alapítástól 1945-ig
Louis Schwartzkopff 1852. október 3-án Berlin Oranburg nevű elővárosában a Berlin Stettini állomás közelében a Chausseestraße 20 alatt Eisengießerei und Maschinen-Fabrik von L. Schwartzkopff néven céget alapított.
Az 1860-as tűzvész után és mivel a „Tűzföld”-nek nevezett ipari negyed érintette az üzemet, központi víztárolókat és vízszállító járműveket kezdtek gyártani a több vasúttársaságnak. Az első Schwartzkopff-gőzmozdony 1867. február 1-én készült el a Niederschlesisch-Märkische Eisenbahnnak. Ugyanebben az évben megnyílt az „új üzem” az egykori Ackerstraße 96 (később Scheringstraße 28) alatt, ahol 1874 közepéig évente körülbelül 150 darab mozdony készült.
1885-ben külön villamossági részleg csatlakozott hozzá dinamók, motorok, transzformátorok, kapcsolókészülékek és komplett energiaellátó központokat tudjanak gyártani hajók részére.
1897-ben Wildauban épült üzem és évvel később a Mozdony és Általános Gépgyár (gőzmozdonyok, kompresszorok stb.) fokozatosan Berlinből ide költözött. Az ackerstraßei üzemben maradt a torpedógyártás, a Chausseestraßen pedig az igazgatás. 1899-től épült még egy cég a Linotype-szedőgép gyártására, a berlini Mergenthaler Setzmaschinen-Fabrik GmbH. 1907. július 4-én indult a kooperáció a müncheni Maffei céggel A meglévő wildaui üzem mellett létrehozták a Maffei-Schwartzkopff-Werke GmbH-t. Ott kezdték el 1910-ben gyártani és felszerelni a villamos mozdonyokat, melyeket 1924-ben követtek a dízelmozdonyok. 1932-ben a Maffei-Schwartzkopff-Werke GmbH-t felszámolták.

### Berlini Gépgyártó Részvénytársaság
A cég 1870. július 1-jén Berliner Maschinenbau-Actien-Gesellschaft vormals L. Schwartzkopff, Berlin néven részvénytársasággá alakult. 1888. június 30-ig Louis Schwartzkopff maradt a főigazgató, őt Emil Kaselowsky, Ferdinand Kaselowsky fivére követte..

## Torpedók
A Berliner Maschinenbau AG 1876-ban gyártotta első torpedóját. A foszforbronzból készült fegyver kalibere (Ø) von 350 mm wol 14 kg-os robbanófejjel. Tömege 273 kg volt, 4,5 m hosszú, és már a 17 csomó (kn) sebességet ért el a 400 méteres futópályán.

### A második világháború után
A berlini gyárcsarnokot a második világháborúban lerombolták, majd azt követően lebontották és Wildauban is véget ért a mozdonygyártás 1945-ben a Berliner Maschinenbau AG-ben. A megmaradt üzemben vasöntvényeket, szedőgépeket, (üveg)palackfúvó gépeket készítettek 1945. szeptember 28-ától. 1961 januárjában megszerezte a Moorburger Treckerwerkét és átállította a termelést azokra a termékekre. 1966-ban a Berliner Maschinenbau AG beleolvadt a DIAG-ba, vagyis a Deutsche(n) Industrieanlagen Gesellschaft mbH-ba.

## Mozdonygyártás
A Berliner Maschinenbau AG az alábbi típusú mozdonyokat gyártotta:
- Porosz P 4 sorozat
- Porosz P 6 sorozat
- Porosz P 8 sorozat
- Porosz S 3 sorozat
- Porosz S 10 sorozat
- Porosz T 16 sorozat
- DR 01 sorozat
- DR 01.10 sorozat (auch Entwurf)
- DRG 03 sorozat
- DR 41 sorozat (auch Entwurf)
- DR 43 sorozat
- DRG 52 sorozat
- DR 71 sorozat
- DR 84 sorozat (auch Entwurf)
- DR 89.0 sorozat
- DR 99.22 sorozat
- DR E 77 sorozat
- DR E 75 sorozat
- Wehrmachtslokomotive WR 200 B 14
- Wehrmachtslokomotive WR 360 C 14
- Wehrmachtslokomotive WR 550 D 14

## Fordítás
- Ez a szócikk részben vagy egészben  a   Berliner Maschinenbau című német Wikipédia-szócikk fordításán alapul.  Az eredeti cikk szerkesztőit annak laptörténete sorolja fel. Ez a jelzés csupán a megfogalmazás eredetét és a szerzői jogokat jelzi, nem szolgál a cikkben szereplő információk forrásmegjelöléseként.